# Oeceoclades ugandae
Oeceoclades ugandae là một loài thực vật có hoa trong họ Lan. Loài này được (Rolfe) Garay & P.Taylor mô tả khoa học đầu tiên năm 1976.